# Гнадау
Название Гнадау носила также немецкая колония на Северном Кавказе — см. Долиновское
Гнадау (нем. Gnadau) — община в Германии, в земле Саксония-Анхальт. 
Входит в состав района Зальцланд. Подчиняется управлению Эльбе-Зале.  Население составляет 535 человек (на 31 декабря 2006 года). Занимает площадь 3,63 км².